# المقتدر بن هود
المقتدر بالله أبو جعفر أحمد بن سليمان بن هود حاكم طائفة سرقسطة في عهد ملوك الطوائف. شهد عهد المقتدر ذروة تقدم طائفة سرقسطة السياسي والثقافي، نظرًا لرعاية المقتدر للعلوم والفلسفة والفنون، وهو أيضًا باني قصر الجعفرية أحد الرموز المعمارية الأندلسية الباقية في إسبانيا.
استطاع المقتدر أن يعيد توحيد أراضي طائفة سرقسطة تحت حكمه ما عدا لاردة التي كانت تحت أخيه يوسف المظفر بعد أن كان أبوه سليمان بن هود قد قسّم ملكه بين بنيه الخمسة. استمر المقتدر في قتال أخيه المظفر 30 عامًا قبل أن يتمكن من ضم أراضيه، وأسر أخيه. نظرًا لوقوع إمارته على حدود الممالك المسيحية أراغون ونافارا وقشتالة، تعرضت أراضيه لغزوات تلك الممالك من آن إلى آخر، مما جعله يدفع الجزية لجيرانه المسيحيين للإبقاء على إمارته.

## تاريخه
في عام 436 هـ، أرسله أبوه سليمان بن هود بقوة لانتزاع وادي الحجارة من بني ذي النون. حاول المأمون أن يستنقذ المدينة من يده، إلا أنه هُزم في عدة معارك أمام أحمد بن هود، فانسحب إلى طلبيرة، فطارده ابن هود حتى أمره أبوه بالكف عن مطاردة المأمون. قبل وفاة أبيه عام 438 هـ، قسم سليمان بن هود إمارته بين بنيه الخمسة، فكانت سرقسطة من نصيب ولده أحمد، ولاردة ليوسف، ووشقة لولده لُبّ، وتطيلة للمنذر، وقلعة أيوب لمحمد. ولم تمض فترة طويلة حتى استطاع أحمد المقتدر أن ينتزع وشقة وتطيلة وقلعة أيوب من إخوته، وسمل أعينهم وسجنهم. لكنه لم يستطع أن ينتزع لاردة من أخيه يوسف المظفر. ظل المقتدر يتصيد الفرص للاستيلاء على ملك أخيه، ثم أصابت تطيلة التي أهلها كانوا قد لجأوا للمظفر مجاعة، فأراد المظفر أن يسعفها بالمؤن. غير أنه خاف غدر أخيه المقتدر، فقدم المال لملك نافارا ليسمح بمرور قافلة المؤن عبر أراضيه، فأجابه إلى طلبه. وحين علم المقتدر بذلك، بذل أضعاف المال لملك نافارا ليمكنه من القافلة، فقبلها ملك نافارا. فهاجمت قوات المقتدر القافلة وفتكوا برجالها، واستولى ملك نافارا على ما فيها من المؤن.
وفي عام 452 هـ، تمكن المقتدر من الإستيلاء على طرطوشة من يد صاحبها نبيل الصقلبي مستغلاً ثورة أهل المدينة على نبيل. وفي عام 455 هـ، حاول راميرو سانشيث ملك أراغون غزو سرقسطة، فاستنصر المقتدر بفرناندو ملك قشتالة، فأمده ببعض قواته، ونشبت بينهما معركة قتل فيها راميرو. وفي أوائل عام 456 هـ، غزا النورمانديون بربشتر إحدى مدن أخيه المظفر بقيادة جيوم دي مونري [الإنجليزية] بدعم من البابا ألكسندر الثاني. لم يستطع المظفر أن ينجد المدينة، فحاصرها النورمانديون أربعين يومًا، قبل أن يستولوا عليها، ويوقعوا بأهلها مذابح كبيرة. استاء ملوك الطوائف ومن بينهم المقتدر مما أصاب أهل المدينة من مذابح وانتهاك للحرمات، فجمعوا الجموع وحرروها في جمادى الأولى 457 هـ، ومن يومها اتخذ أحمد بن هود لقبه المقتدر بالله. وفي خضم حالة الغضب التي انتابت الأندلسيين نتيجة للمذابح التي وقعت للمسلمين في بربشتر على يد النورمانديين، ثار أهل سرقسطة على من فيها من المسيحيين، وحدثت مذابح في حقهم. فخرج فرناندو الأول ملك ليون وقشتالة بقواته عام 457 هـ لمعاقبة المقتدر بن هود لتخلفه عن دفع الجزية، وانتقامًا لما حلّ بمسيحيي سرقسطة، فعاث فرناندو في أراضي سرقسطة الجنوبية واجتاحها، فخرب وحرق الزروع.

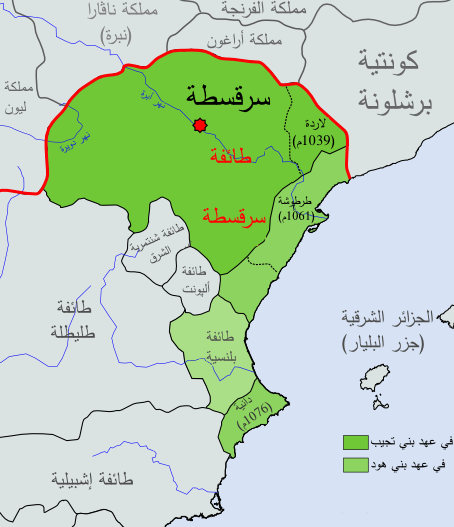
طائفة سرقسطة في أقصى امتداد لها في نهاية عهد المقتدر بن هود.

وفي عام 468 هـ، ساءت العلاقات بين المقتدر بن هود وزوج ابنته علي بن مجاهد العامري صاحب دانية، فسار المقتدر في قواته إلى دانية وحاصرها، فسلمه علي المدينة على أن يؤمنه على نفسه وأهله، فوافق المقتدر، ودخلها في شعبان 468 هـ، وأخذه المقتدر معه إلى سرقسطة، وظل بها حتى وفاته عام 474 هـ. حاول سراج الدولة بن علي إقبال الدولة الذي كان حاكمًا على حصن شقورة أن يستعيد ملك أبيه، فاستغاث بريموند برانجيه كونت برشلونة، فأمده بقوات استعاد بها بعض الحصون، إلى أن دس عليه المقتدر من اغتاله بالسم عام 469 هـ.
وفي عام 472 هـ، استطاع المقتدر بعد صراع طويل دام لأكثر من 30 عامًا، أن يستولي على ملك أخيه المظفر، ويعتقله في قلعة منتشون حتى وفاته عام 475 هـ.

## وفاته
توفي المقتدر بن هود عام 474 هـ/ 1081م من عضة كلب، وقيل عام 475هـ/ 1082م.